# جون روسينغرين
جون روسينغرين (بالإنجليزية: John Rosengren)‏ هو لاعب هوكي الجليد أمريكي، ولد في 24 يوليو 1964.